# Stadthalle Göttingen

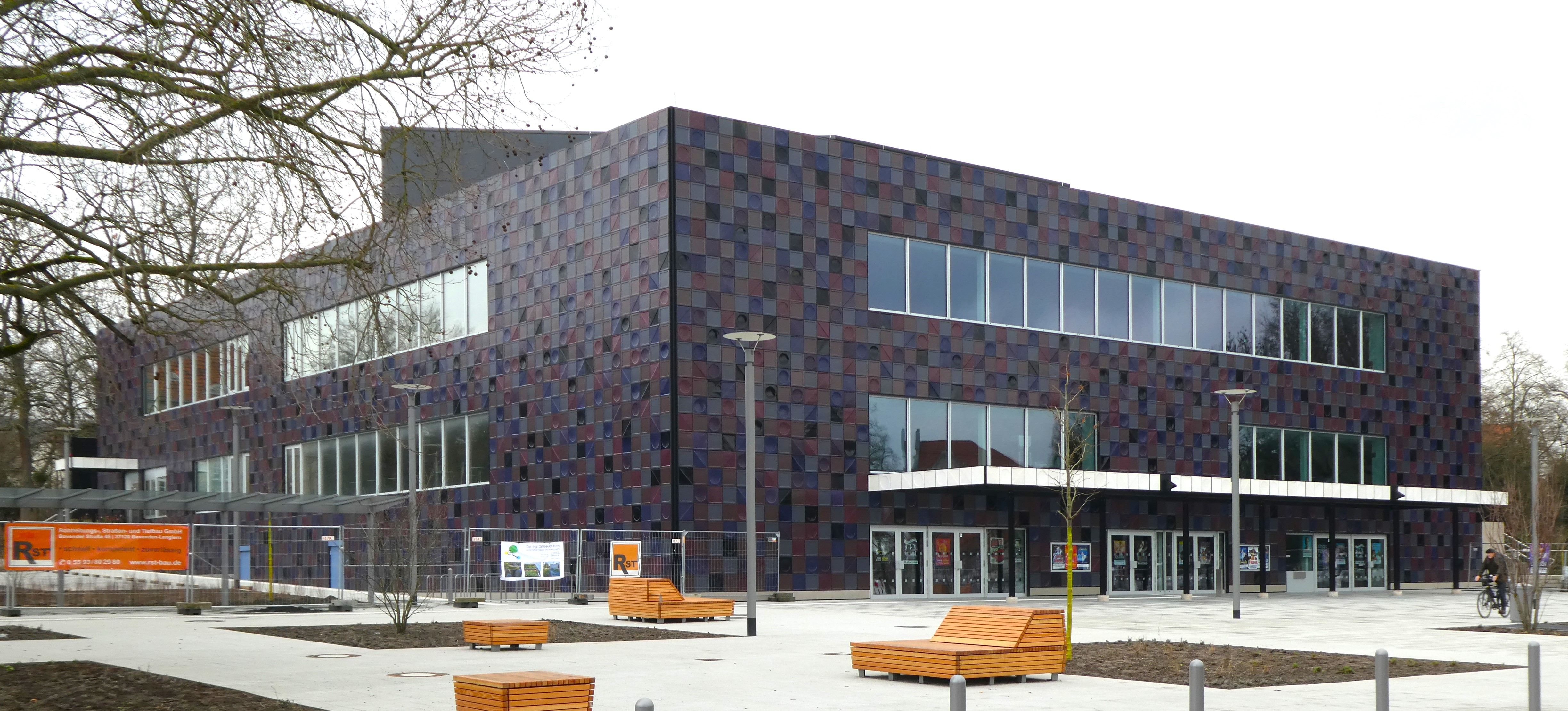
Stadthalle Göttingen, nach dem Umbau (2024)

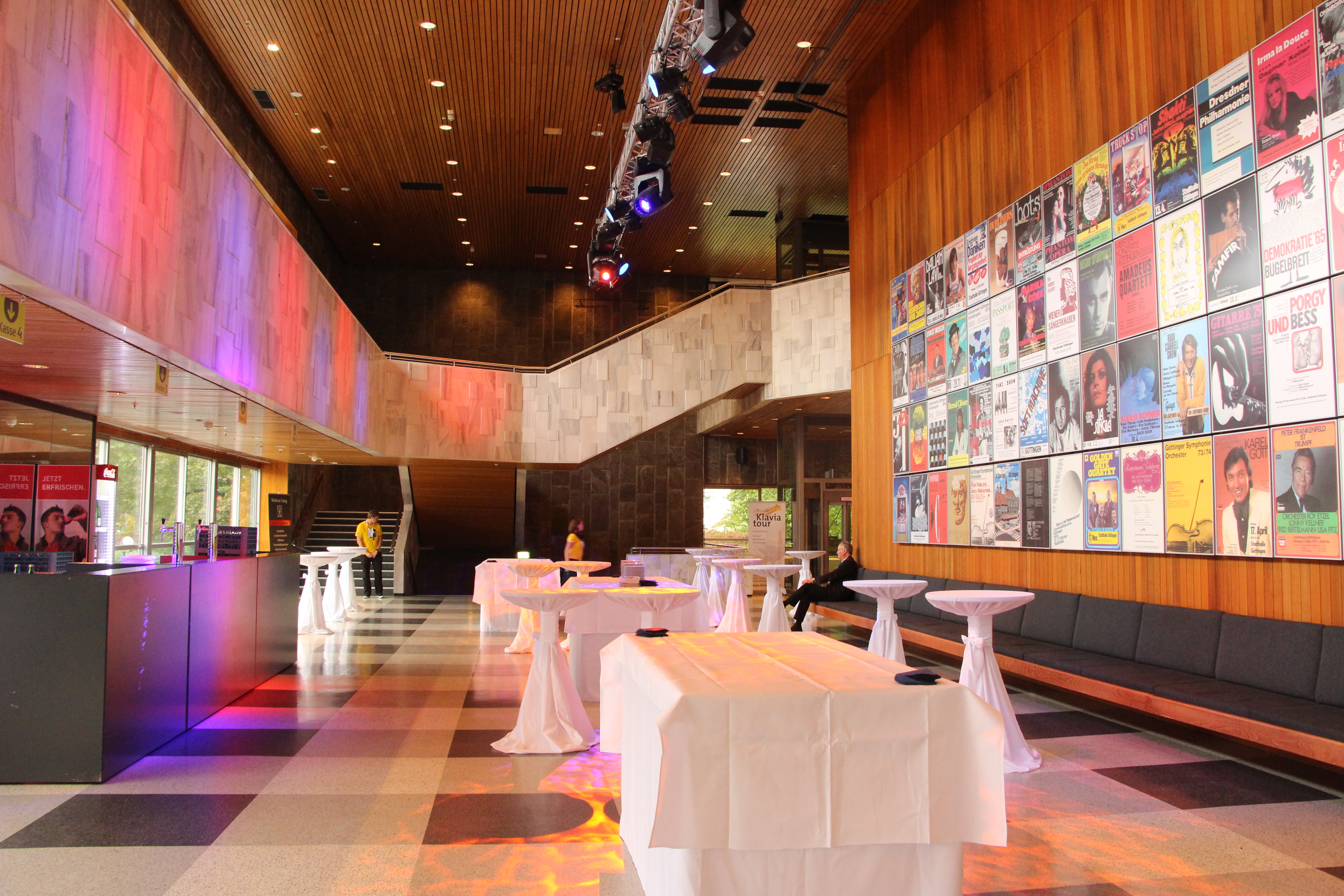
Foyer (Foto 2014)

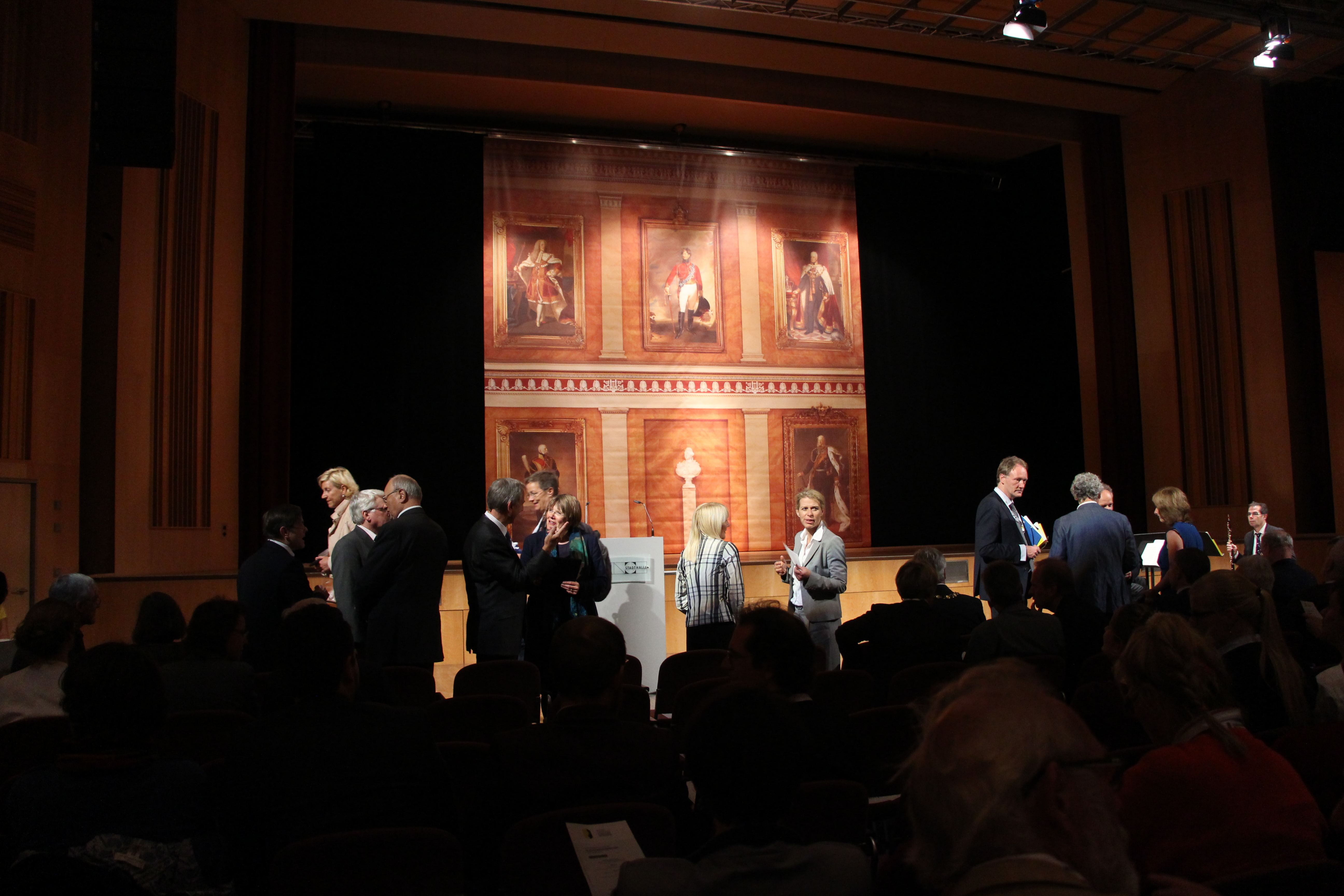
Veranstaltung während des Göttinger Historikertags 2014

Die Stadthalle Göttingen ist eine Veranstaltungshalle am östlichen Rand der Göttinger Altstadt. Sie liegt gegenüber der Albanikirche am Albaniplatz und an den ehemaligen Wallanlagen der Stadt (Adresse: Jina-Mahsa-Amini-Platz 1).
Die Stadthalle wird, wie auch die Lokhalle Göttingen, von der stadteigenen GWG Gesellschaft für Wirtschaftsförderung und Stadtentwicklung Göttingen mbH betrieben und bewirtschaftet.

## Baugeschichte

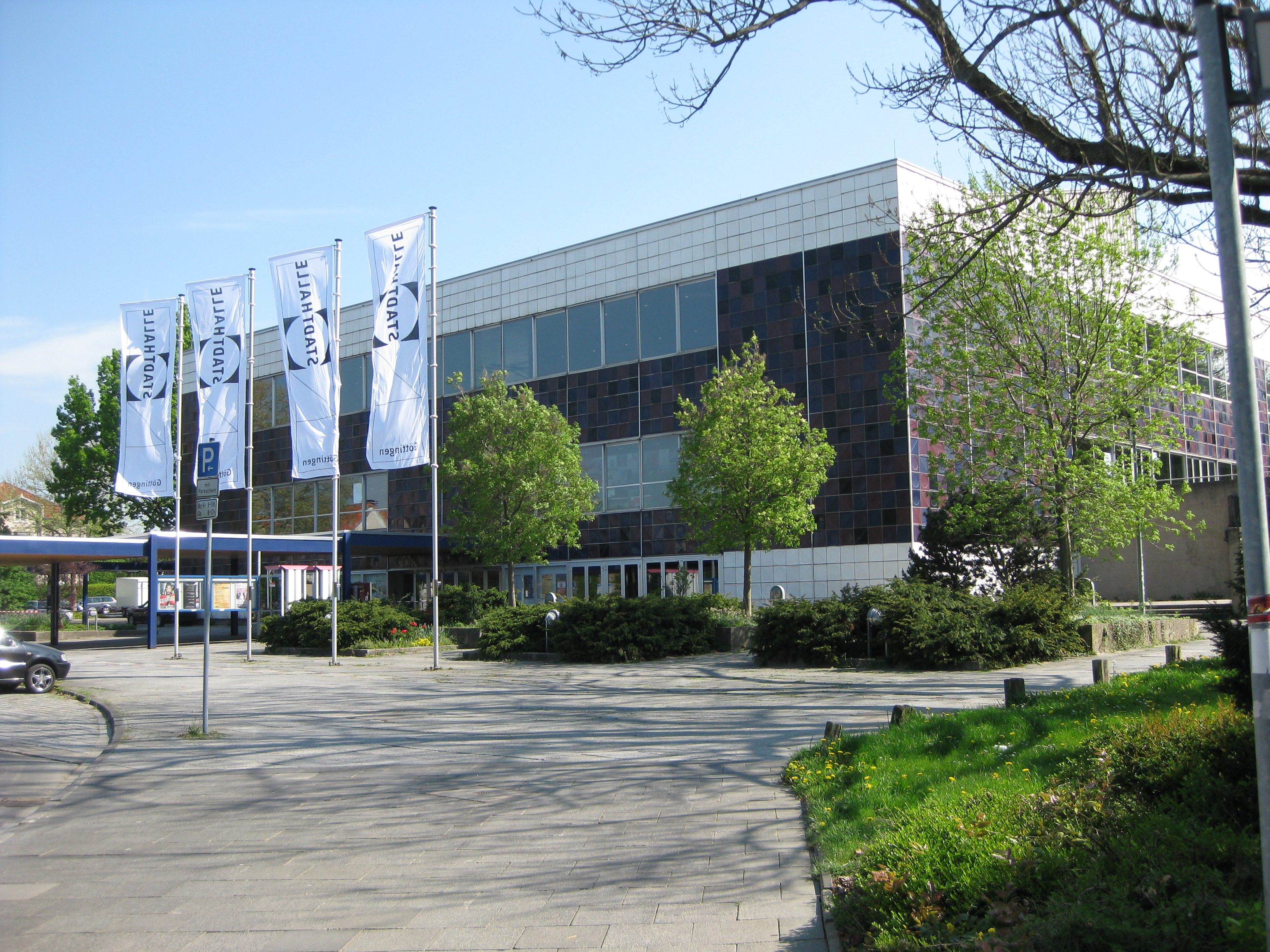
Stadthalle Göttingen, Zustand 1964–2018 (Foto 2009)

Nach einem Architekturwettbewerb von 1960 wurde die Göttinger Stadthalle ab 1961 nach Plänen des Wiesbadener Architekten Rainer Schell auf dem ehemaligen Stadtparkgelände als Musik- und Kongresshalle errichtet und zum 1. September 1964 in Betrieb genommen. Die damals neuartige Architektur, insbesondere die ungewohnte Fassadengestaltung mit changierend blau-violette Keramikplatten führte in den 1960er Jahren zunächst zu erregten Diskussionen in der Göttinger Bevölkerung. Geblieben ist der einst spöttische Spitzname Kachelofen. Das Kernstück des Gebäudes ist der „Große Saal“ in der Grundrissform eines gleichseitigen Sechsecks, der ursprünglich bei Reihenbestuhlung 1200 Personen aufnehmen konnte. Auch die Umgebung der Stadthalle mit Pergolen, Terrassen und dem anschließenden Stadthallengarten wurden neugestaltet.

### Sanierung 2018–2024
Von Ende 2018 bis Anfang 2024 wurde die Stadthalle „kernsaniert“. Die Fassadenneugestaltung sowie die Anbauten (Südanbau mit Dachterrasse, Logistikanbau, Außentreppen, Vordächer) wurden nach gewonnenem Wettbewerb nach Entwürfen des Büros soll sasse architekten BDA aus Dortmund umgesetzt.
Die innenräumliche Kernsanierung (integrale Planung: SSP AG, Bochum) legte die Halle bis auf den Rohbau frei.
Die markante Fassade aus 50 × 50 cm großen Keramikkacheln mit geometrischen Reliefs und bunten Farbglasuren wurden im Zuge der Großmaßnahme abgenommen, aufgearbeitet und über einer zusätzlichen Hinterlüftung neu verankert. Die dadurch etwas größer gewordene Gebäudekubatur ist an der geänderten Rasterung und an Sonderprofilen für die Gebäudekanten erkennbar. Gut erhaltene Fassadenelemente (mittel- und dunkelblau, rot, lila) wurden mit neu entworfenen keramischen Kacheln im Duktus der Bestandskacheln (altrosa und lavendelblau) in der Fassade ergänzt.
Nach fünfjähriger Sanierung wurde die Stadthalle Göttingen im Januar 2024 wieder eröffnet. Die im Jahr 2016 ursprünglich angenommenen Baukosten von ca. 19 Mio. Euro sahen keine inflationsbedingten Preissteigerungen und Risikorückstellungen beim Bauen im Bestand vor. Während der Bauphase trat die COVID-Pandemie auf und der Ukraine-Krieg begann. Dennoch wurden in der Göttinger Öffentlichkeit die um mehrere Jahre verzögerte Fertigstellung sowie die Überschreitung der ursprünglichen Baukosten um bisher mehr als das Doppelte kritisiert. Hinzu kam nach der Eröffnung Kritik an der vermeintlich „modernsten Multifunktionshalle Europas“, u. a. wegen Mängeln an der Akustik.
In der neuen Stadthalle stehen insgesamt 2.700 Quadratmeter Veranstaltungsfläche auf drei Ebenen zur Verfügung, bei einer Gesamtfläche von knapp 5.400 Quadratmeter.
Unbestuhlte Veranstaltungen sind mit bis zu 1.788 Personen möglich, davon 1.520 im Großen Saal und 268 im Rang (sitzend). Bestuhlte Veranstaltungen können mit bis zu 1.162 Personen stattfinden, davon 894 im Großen Saal und 268 im Rang.
Auszeichnungen
- Am 24. Oktober 2024 wurde soll sasse architekten mit dem Deutschen Fassadenpreis für vorgehängte hinterlüftete Fassaden in der Kategorie „Bauen im Bestand“ ausgezeichnet.[22]
- Das Gesamtprojekt gewann den German Design Award 2025 in der Hauptkategorie „Excellent Architecture“.[23]

## Kunst am Bau
Zur Entstehungszeit der Stadthalle ebenfalls umstritten war das 1963/64 am rechten Aufgang zur Stadthallenterrasse angebrachte, monumentale Bronzerelief des Künstlers Jürgen Weber mit dem Titel „Die Stadt“, das in seinen Darstellungsweisen als zu drastisch empfunden wurde und daher Entrüstung hervorrief. Die öffentliche Aufregung hatte sich später gelegt, so dass das Relief im Zuge der großen Stadthallen-Instandsetzung 2021 wieder angebracht wurde.

## Vorgeschichte des Geländes

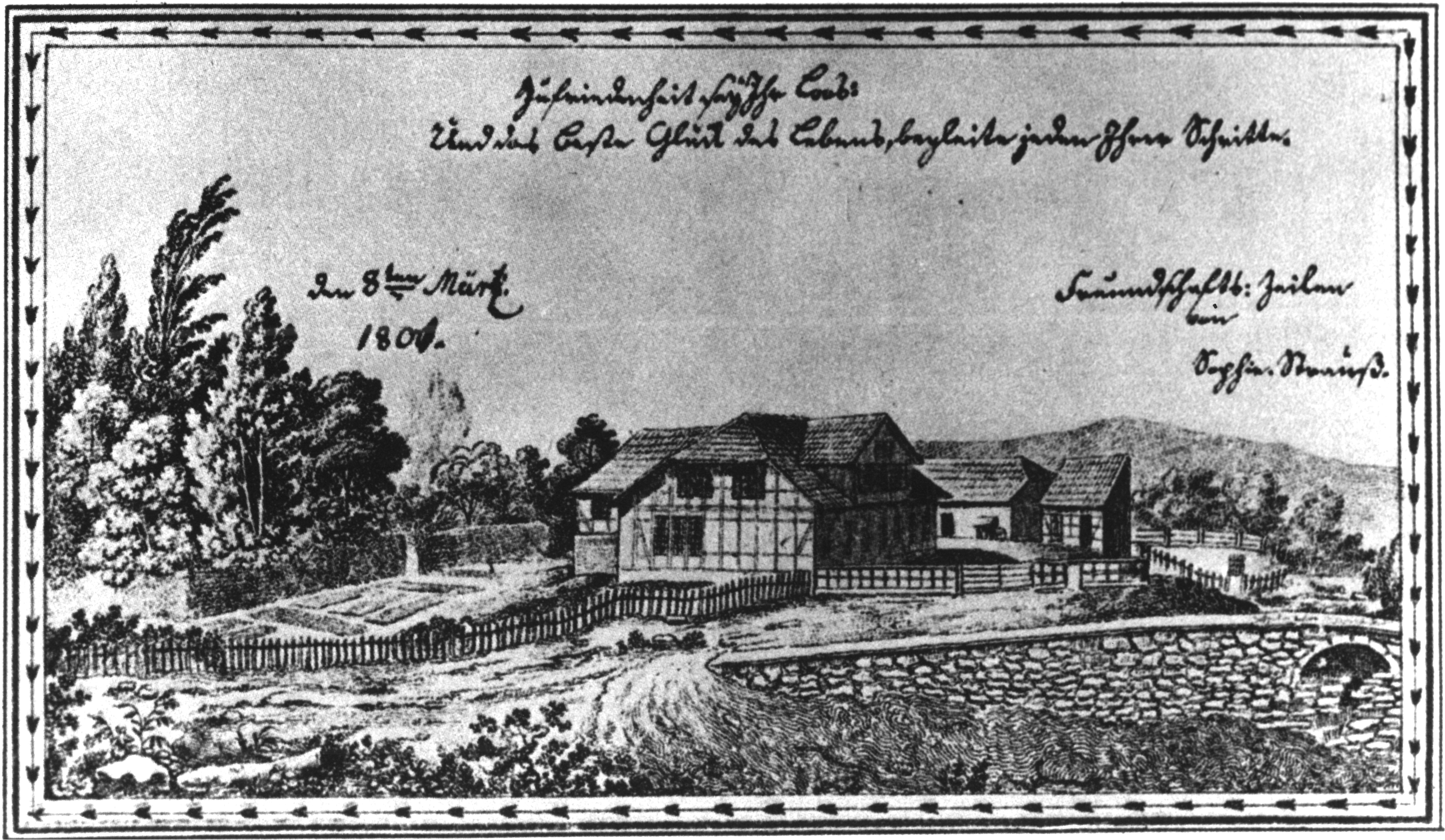
Ulrichs Garten 1801 auf einem Stammbuchblatt

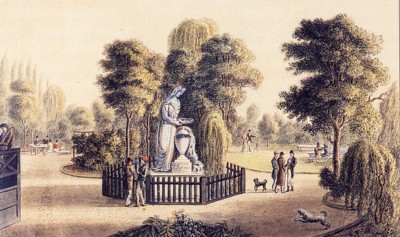
Denkmal für Gottfried August Bürger in Ulrichs Garten (1956 abgetragen)

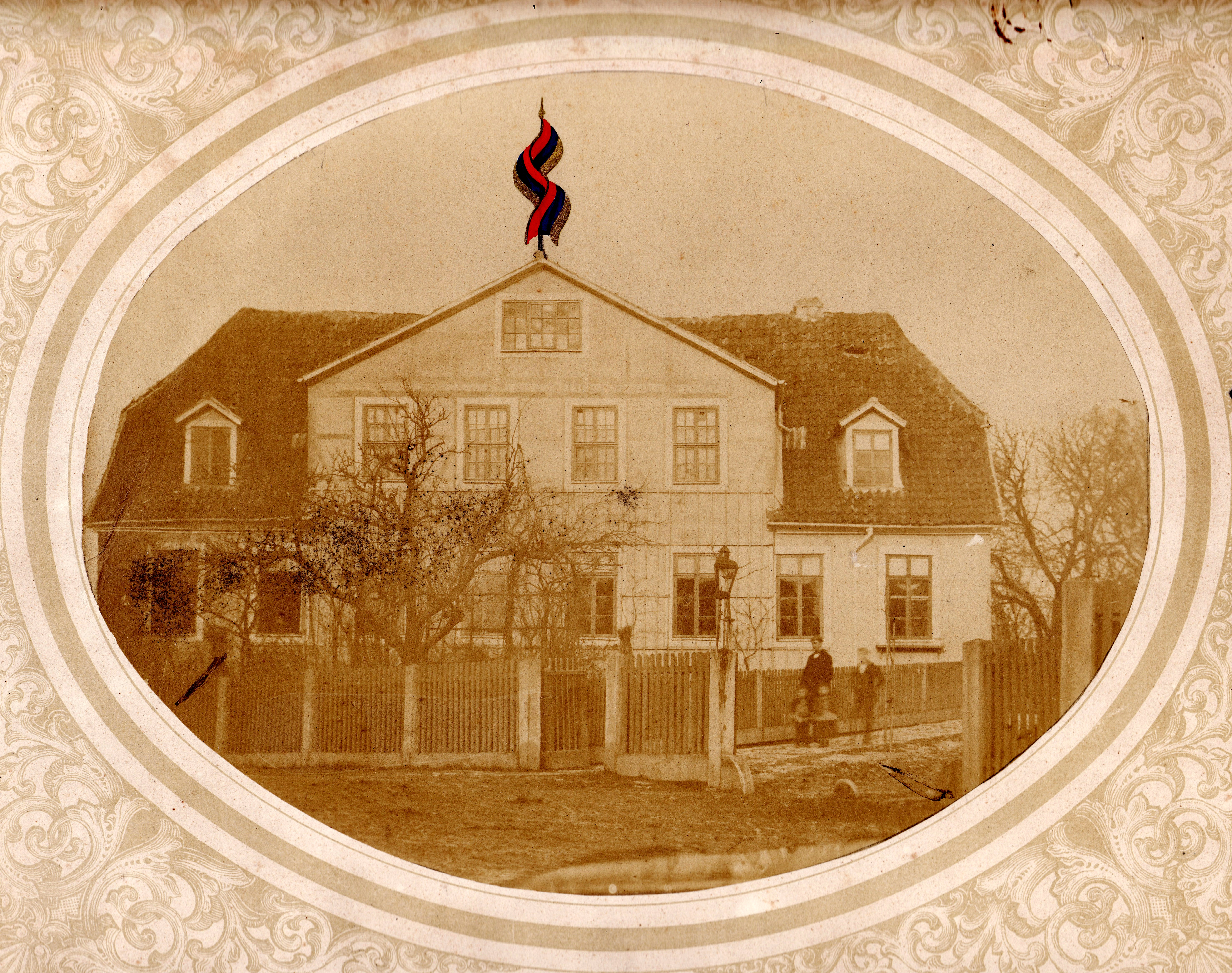
Mitte des 19. Jahrhunderts nach dem neuen Besitzer „v. Sehlen's Garten“

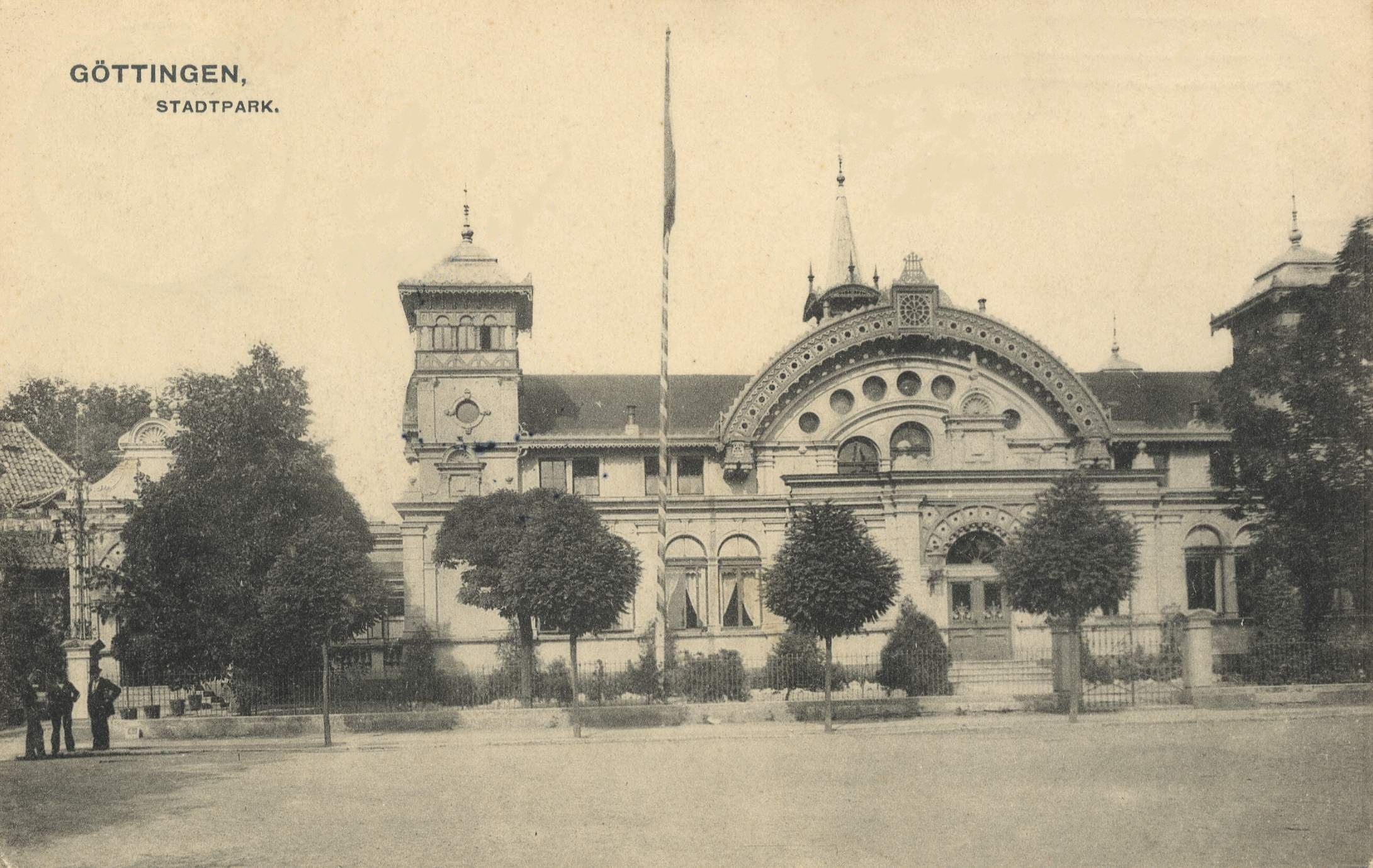
Alte Stadthalle um 1900 (1956 abgerissen)

Das Grundstück der Stadthalle lag zu Zeiten der Torsperre direkt vor dem Albanitor, dem östlichen Stadttor Göttingens. Auf dem Grundstück lag die 1715 eingerichtete Großbäckerei der Garnison der Kurhannoverschen Armee. Diese war im Siebenjährigen Krieg durchaus in der Lage, für 20.000 Soldaten alle drei Tage ein Kommissbrot pro Kopf zu backen. Nach dem Krieg wurde die Bäckerei 1763 von der Armee aufgegeben und an die Stadt Göttingen veräußert. Beim Verkauf wurden die Stallungen des Anwesens noch von dem Pionier der Veterinärmedizin Johann Christian Polycarp Erxleben genutzt. Nach seinem Auszug übergab die Stadt das Areal dem Weinhändler Wacker zur Nutzung als Gartenwirtschaft, damit die Aufenthaltsqualität für die Studenten in Göttingen verbessert werde. Auch in der zweiten Hälfte des 18. Jahrhunderts in Mode kommende Logen nutzten die Wirtschaft als Treffpunkt.
1794 ging die Gastwirtschaft auf Johann Heinrich Ulrich über, da Wacker wegen schlechter Wirtschaft seines Verwalters finanziell in Bedrängnis gekommen war und seine Schulden bei dem beliebten Göttinger Arzt Johann Friedrich Stromeyer, der auch die Entwicklung von Mariaspring als Ausflugslokal förderte, nicht abtragen konnte. Ulrich betrieb Billardtische, die innerhalb der Stadtmauern als Glücksspiel untersagt waren. Schnell verband sich sein Name mit der Gaststätte, die nun Ulrichs Garten genannt wurde. Man ging auf den Ulrich und dieser wurde ein beliebter Treffpunkt auch der Landsmannschaften und Corps des frühen 19. Jahrhunderts. 1817 kam es auf dem Ulrich zu einem Eklat, als der Hannoveraner Heinsius auf einer Tanzveranstaltung mit einem anderen Studenten wegen einer Tanzbestellung Streit bekam und diesen auf dem Tanzboden erschoss. In Ulrichs Garten befand sich auch das erste Göttinger Denkmal für den Dichter Gottfried August Bürger aus der Werkstatt der Bildhauergebrüder Heyd in Kassel. Nach Ulrich wandelte sich der Name dieser Göttinger Institution mit den Wirten und hieß im 19. Jahrhundert erst Sehlens Garten dann Marwedels Garten. 1890 stellte sich nach ihrem Tod heraus, dass Frau Marwedel das Lokal bereits in aller Stille an die Eigentümer der Felsenkeller-Brauerei in Herford verkauft hatte. Diese erweiterten das Gebäude mit der Bezeichnung Panorama-Haus erheblich und benannten die Anlage Stadtpark. Im Ersten Weltkrieg wurde hier ein Hilfslazarett eingerichtet. Der Stadtpark wurde 1919 von der Göttinger Brauerei aufgekauft. Nach einem Brand 1955 wurde die Ruine des Panorama-Hauses 1961 abgerissen.
Johann Wolfgang von Goethe verweilte auf der Fahrt nach Bad Pyrmont vom 6. bis 12. Juni 1801 in Göttingen. Er notiert in sein Tagebuch:

„Sonntags den 7ten. Früh mit dem Lohnbedienten denselbigen Spatziergang wiederholt, das einzelne näher betrachtet. In Ulrichs Garten Bürgers Monument. Merkwürdig daran ist der Strick, womit der Schleyer an den Knopf der Urne angebunden ist, er macht einen auffallenden Theil des Ganzen aus.“